# Drew Brees
Drew Christopher Brees (Dallas, 15 gennaio 1979) è un ex giocatore di football americano statunitense che ha militato nel ruolo di quarterback nella National Football League.
Al college ha giocato a football a Purdue dove ebbe un'illustre carriera collegiale. Fu scelto dai San Diego Chargers nel corso del secondo giro del Draft NFL 2001, dei quali divenne quarterback titolare nel 2002. Nel 2006 firmò coi New Orleans Saints militandovi per 16 stagioni, dove ebbe grandissimo successo, consolidandosi come uno dei migliori giocatori di football della storia e guidando i Saints alla loro prima vittoria nel Super Bowl nel 2010.
Brees è stato selezionato per il Pro Bowl tredici volte in carriera, coi Chargers nel 2004 e coi Saints dal 2006 al 2019 (tranne nel 2015). Ha vinto il premio NFL Comeback Player of the Year nel 2004, di miglior giocatore offensivo dell'anno della NFL nel 2008 e nel 2011 ed è stato nominato MVP del Super Bowl XLIV. È stato inoltre selezionato come vincitore per apparire sulla copertina del videogioco di EA Sports Madden NFL 11. Sports Illustrated lo ha eletto proprio sportivo dell'anno 2010 così come l'Associated Press.
Brees è secondo di tutti i tempi dietro a Tom Brady per yard passate, passaggi completati e touchdown passati in carriera. Detiene inoltre i record per il maggior numero di partite consecutive con almeno un passaggio da touchdown (54) e di stagioni con almeno 5.000 yard passate, cinque.

## Carriera

### San Diego Chargers

#### Draft NFL 2001
I successi nel football universitario portarono Brees ad essere considerato una scelta della metà del primo giro del Draft NFL 2001 ma i dubbi sulla sua relativa bassa statura per un quarterback professionista e sulla presunta mancata forza del suo braccio lo portarono ad essere scelto come primo nel secondo giro da parte dei San Diego Chargers, il secondo quarterback selezionato nel draft.
San Diego in origine deteneva la prima scelta assoluta nel draft ma la scambiò con gli Atlanta Falcons (che la utilizzò per selezionare Michael Vick) per la quinta scelta assoluta, utilizzata dal club per scegliere LaDainian Tomlinson.

#### Primi anni
Brees disputò la sua prima gara da professionista il 4 novembre 2001 contro i Kansas City Chiefs. Si guadagnò il posto da titolare ai danni di Doug Flutie durante il training camp prima dell'inizio della stagione 2002. Brees quell'anno partì come titolare in tutte le 16 gare dei Chargers che terminarono con un record di 8-8.
Dopo un deludente inizio di stagione 2003, perse il posto di titolare a favore di Flutie.
La carriera di Brees coi Chargers fu messa in discussione con il draft 2004 quando la squadra selezionò il quarterback di NC State Philip Rivers. Tuttavia, a causa di divergenze sul contratto con i Chargers, Rivers si presentò al training camp solo all'ultima settimana; ciò di fatto consentì a Drew Brees di partire da titolare, posto che conservò per tutta la stagione 2004, in cui disputò 15 gare da titolare e guidò San Diego a un record di 12-4. Brees fece registrare delle statistiche notevoli completando il 65,5% dei suoi passaggi per 3.159 yard, con 27 touchdown a fronte di soli 7 intercetti, per un passer rating di 104,8. I Chargers vinsero la AFC West division mentre Brees fu convocato per il Pro Bowl e premiato come NFL Comeback Player of the Year.

#### Stagione 2005
Brees divenne free agent a fine stagione e non sembrò dover fare ritorno a San Diego, che si era già impegnata a versare una grossa somma di denaro nei confronti di Rivers. La squadra alla fine applicò la franchise tag su Brees, facendogli firmare un contratto annuale del valore di 8 milioni di dollari per il 2005, quadruplicandogli lo stipendio rispetto alla stagione precedente. Le regole della franchise tag prevedevano che Brees potesse essere scambiato o che potesse firmare per un'altra squadra, ma i Chargers avrebbero ricevuto in cambio le prime due scelte del draft di quella squadra. Drew non fu comunque scambiato e continuò ad essere il quarterback di San Diego anche nel 2005.
Brees continuò a giocare produttivamente anche nel 2005, portando il suo primato stagionale di yard passate a 3.576, concludendo con un rating di 89,2, il decimo della NFL. Nell'ultima gara della stagione 2005 contro i Denver Broncos però, Brees si ruppe il legamento della spalla destra mentre tentava di recuperare un proprio fumble scontrandosi con la safety dei Broncos John Lynch. L'offensive tackle di Denver Gerard Warren colpì Brees mentre era a terra, causandogli l'infortunio. Brees si sottopose a un intervento in artroscopia per riparare la spalla (quella del braccio utilizzato per lanciare) il 5 gennaio 2006. A fine anno fu convocato per il suo secondo Pro Bowl consecutivo al posto dell'infortunato Carson Palmer ma fu a sua volta sostituito da Jake Plummer.
A fine stagione, i Chargers offrirono a Brees un contratto di 5 anni del valore di 50 milioni di dollari, con 2 milioni in salario base e il resto composto da forti incentivi basati sulle prestazioni. Brees valutò questi incentivi come un segno della scarsa fiducia dei Chargers nei suoi confronti e chiese un salario in linea con quelli dei 5 migliori quarterback della lega.

### New Orleans Saints
Dopo che i Chargers rifiutarono di aumentare la loro offerta, Brees si incontrò con altre squadre: i New Orleans Saints e i Miami Dolphins. New Orleans fece un'offerta che comprendeva 10 milioni di dollari garantiti nel primo anno e un'opzione da 12 milioni nel secondo anno. Miami era insicura delle condizioni della spalla di Brees dopo l'operazione. Secondo quanto dichiarato da Nick Saban, all'epoca capo allenatore di Miami, Brees non superò i test fisici ed i Dolphins chiusero le trattative e virarono sul quarterback dei Minnesota Vikings Daunte Culpepper; secondo il quarterback invece, Miami cercò di utilizzare i risultati di tali test fisici per ottenere un contratto meno oneroso. Brees finì per firmare un contratto di 6 anni e 60 milioni di dollari coi Saints il 14 marzo 2006.

#### Stagione 2006

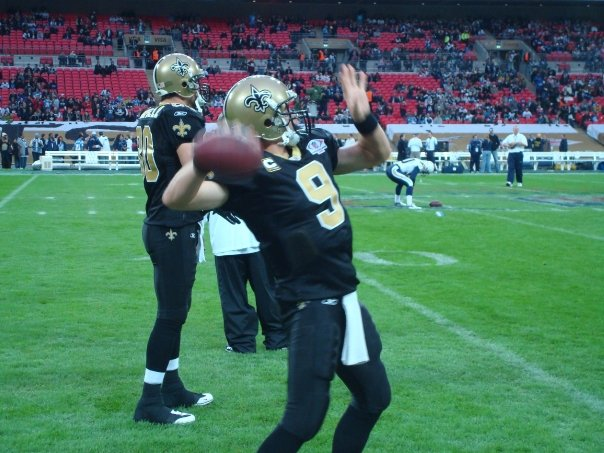
Brees a Londra nel 2008.

Nel suo primo anno come Saint, Brees ebbe una buona stagione aiutando la squadra a rialzarsi dopo la disastrosa stagione dell'anno precedente in cui, a causa dell'uragano Katrina e la conseguente devastazione della città, era stato impedito ai Saints di giocare in casa. Sotto la guida del nuovo allenatore Sean Payton, la squadra terminò con un record di 10-6, vinse la division NFC South e ottenne subito la qualificazione ai playoff. Brees guidò la NFL passando 4.418 yard e finì terzo nella lega con 26 passaggi da touchdown, con 11 intercetti e un passer rating di 96,2, venendo convocato per il Pro Bowl come titolare della NFC, classificandosi al secondo posto nel premio di MVP della NFL dietro LaDainian Tomlinson.
Nei playoff, i Saints superarono i Philadelphia Eagles ed arrivarono a giocarsi la finale della NFC, perdendo coi Chicago Bears.

#### Stagione 2007
Nella stagione 2007 Brees passò per 4.423 yards pareggiando il record di franchigia di 28 touchdown. Stabilì un record NFL, precedentemente detenuto da Rich Gannon, per passaggi completati in una singola stagione con 440. Ad ogni modo, i Saints non si qualificarono per i playoff.

#### Stagione 2008

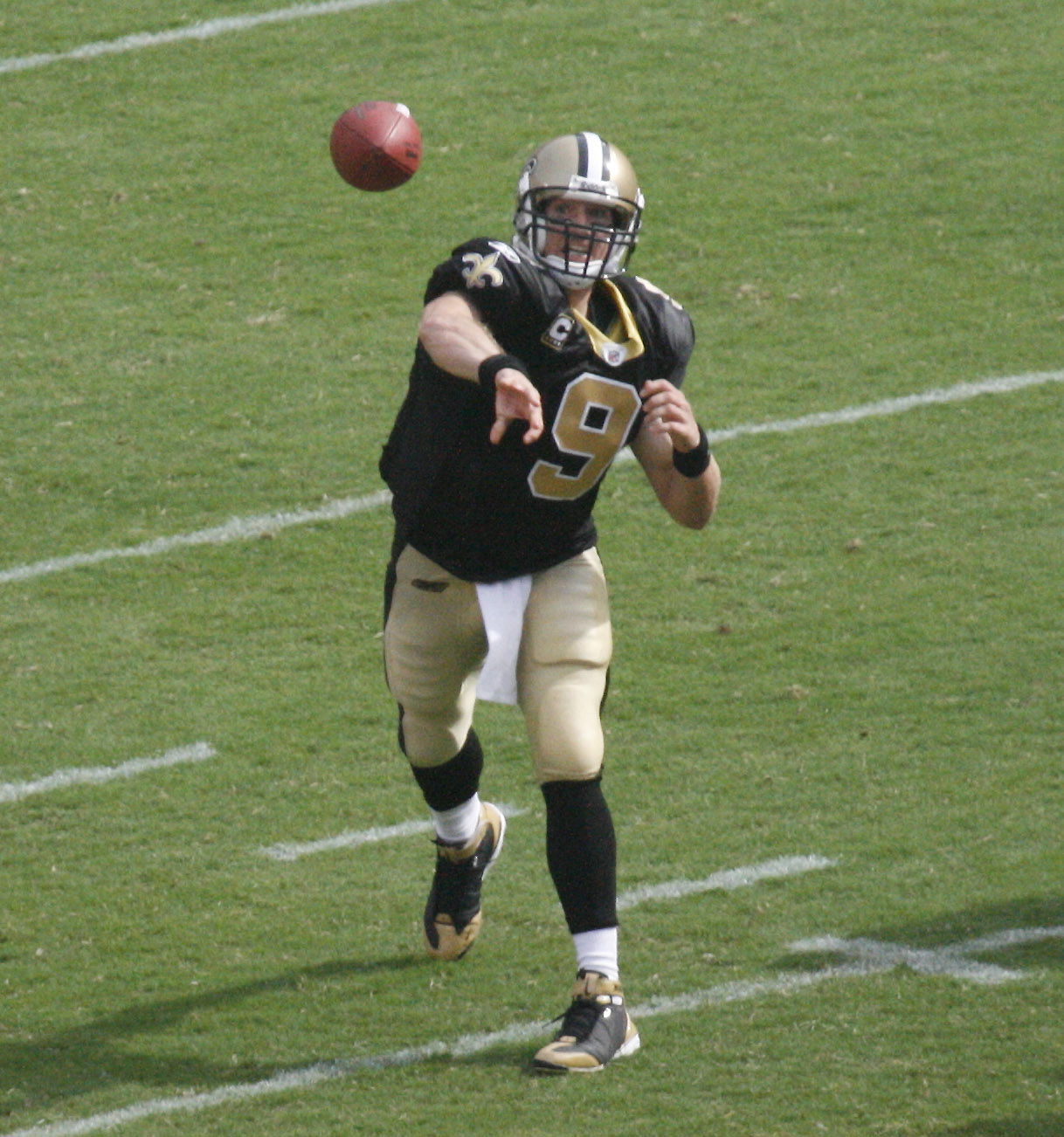
Brees durante una partita in trasferta contro i Redskins nel 2008

Nel 2008 i Saints mancarono nuovamente i playoff ma Brees ebbe un'ottima stagione dal punto di vista statistico, finendo a sole 15 yard dal record NFL di yard passate in una singola stagione, stabilito da Dan Marino nel 1984. Concluse con 5.069 yard, diventando il secondo quarterback della storia della NFL a lanciare più di 5.000 yard in una sola stagione, passando almeno 300 yard in dieci partite che pareggiarono il primato di Rich Gannon del 2002. Fu nominato miglior quarterback della settimana durante le settimane 8 e 12, vincendo il premio di giocatore offensivo dell'anno.

#### Stagione 2009: vittoria del Super Bowl
Nella prima gara della stagione 2009 coi Detroit Lions, Brees stabilì un record personale e uguagliò il record di franchigia con 6 passaggi da touchdown (record NFL per la settimana d'apertura), lanciando 26 passaggi completi su 34 tentativi, per 358 yard. La settimana seguente, Brees guidò i Saints alla vittoria per 48–22 sui Philadelphia Eagles, lanciando per 311 yard e passando 3 touchdown. Brees uguagliò il record per il maggior numero di passaggi da TD nelle due prime settimane di stagione con 9. Nella settimana 6, contro gli imbattuti New York Giants, Brees completò 23 passaggi su 30 per 369 yard, 4 passaggi da touchdown e un passer rating di 156,8 in una netta vittoria per 48–27.
Nella settimana 7, Brees guidò la squadra ad una sofferta vittoria in rimonta in trasferta contro i Miami Dolphins, 46–34. I Saints si trovarono presto in svantaggio 24–3 nel secondo quarto. Brees ebbe delle statistiche mediocri ma segnò due cruciali touchdown su corsa, uno prima dell'intervallo, riducendo lo svantaggio a 24–10 e uno nel terzo quarto che diede ai Saints il loro primo vantaggio nella partita, 37–34.
La settimana seguente, Brees lanciò per 308 yards con 25 su 33 nei passaggi e due touchdown (con un intercetto) guidando i Saints alla vittoria 35–27 contro gli Atlanta Falcons, uguagliando il record di franchigia per la miglior partenza con 7–0. Nella settimana 9, Brees guidò la squadra alla vittoria 30–20 sui Carolina Panthers. Fu la prima vittoria di Drew sui Carolina Panthers al Superdome e diede ai Saints la loro miglior partenza della storia con 8–0.
Nella settimana 12, Brees guidò la squadra a un record di 11–0, superando i New England Patriots 38–17 nel Monday Night Football. Drew Brees passò per 371 yard, con un perfetto passer rating di 158,3.
Dopo vittorie con un margine ristretto sui Washington Redskins e sui Falcons, portando il record a 13–0, Brees e i Saints persero la loro prima partita contro i Dallas Cowboys, 24–17, dopo che DeMarcus Ware causò a Brees un fumble nei secondi finali. I Saints persero anche le ultime due gare, con Brees in panchina nella settimana 17 contro Carolina. Il loro record di 13–3 assicurò comunque il numero 1 nel tabellone della NFC.

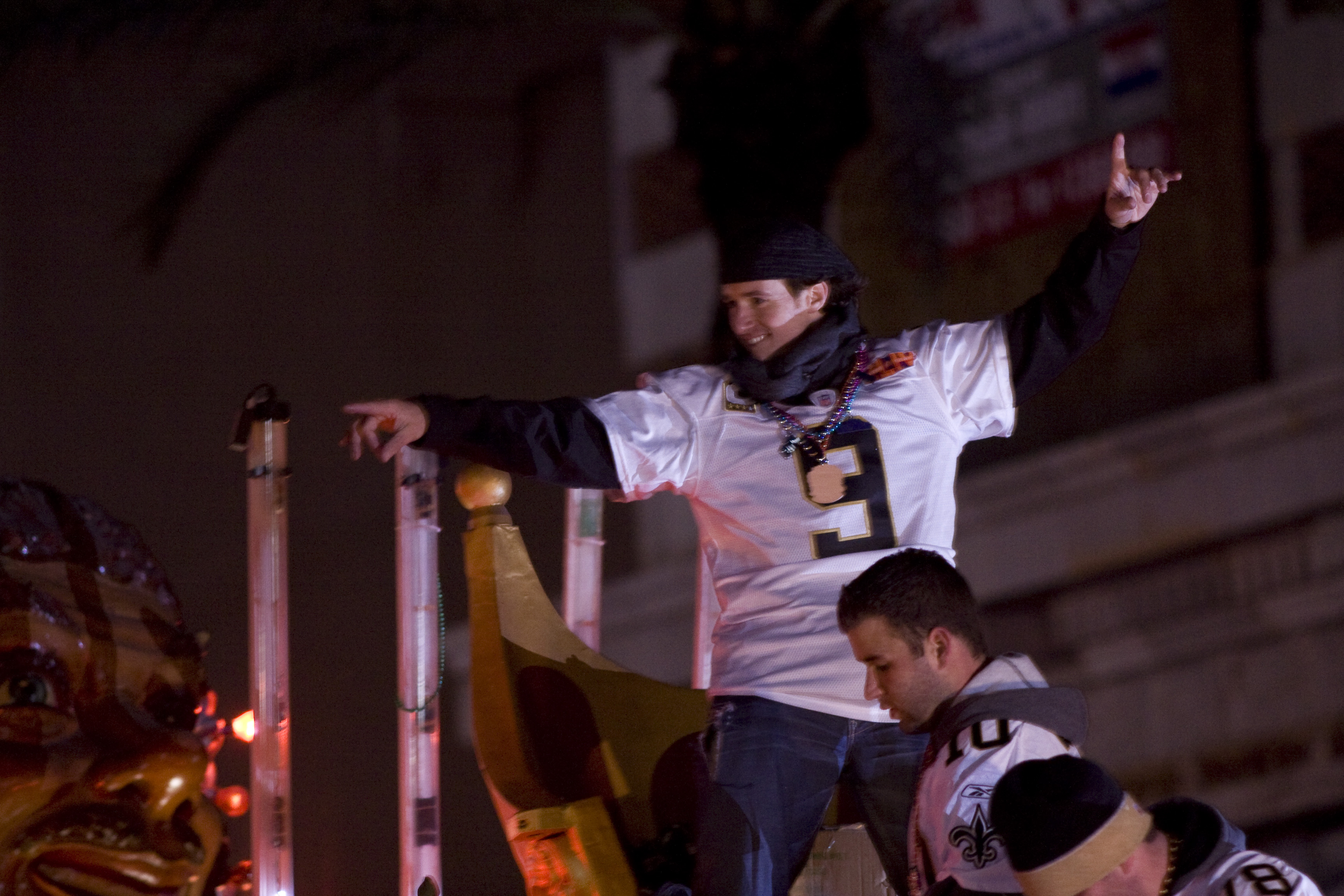
Brees durante la parata di celebrazione della vittoria del Super Bowl a New Orleans

Le statistiche individuali gli guadagnarono numerose lodi, oltre che una selezione per il Pro Bowl, il premio Maxwell Football Club's Bert Bell e il secondo posto nella classifica dell'MVP stagionale. Drew finì con una percentuale di completamento dei passaggi del 70,62, stabilendo un nuovo record NFL.
Nel divisional round dei playoff, i Saints eliminarono gli Arizona Cardinals 45–14 avanzando alla finale dell'NFC. Lì sconfissero i Minnesota Vikings 31–28 nei tempi supplementari. Brees completò 17 passaggi su 31 per 191 yard e 3 touchdown.
Gli sfavoriti Saints sconfissero gli Indianapolis Colts 31–17 nel Super Bowl XLIV il 7 febbraio 2010. Brees pareggiò il record del Super Bowl con 32 passaggi completati e vinse il premio di miglior giocatore della partita, terminando con 288 yard passate e 2 touchdown. Quello fu il primo titolo di campioni della lega nella storia dei Saints. Brees fu nominato Sportivo dell'Anno 2010 da Sports Illustrated sia per la sua vittoria nel Super Bowl sia per la sua opera di volontariato per la ricostruzione di New Orleans. Il 17 dicembre 2010 fu nominato Atleta maschile dell'anno dall'Associated Press.

#### Stagione 2010

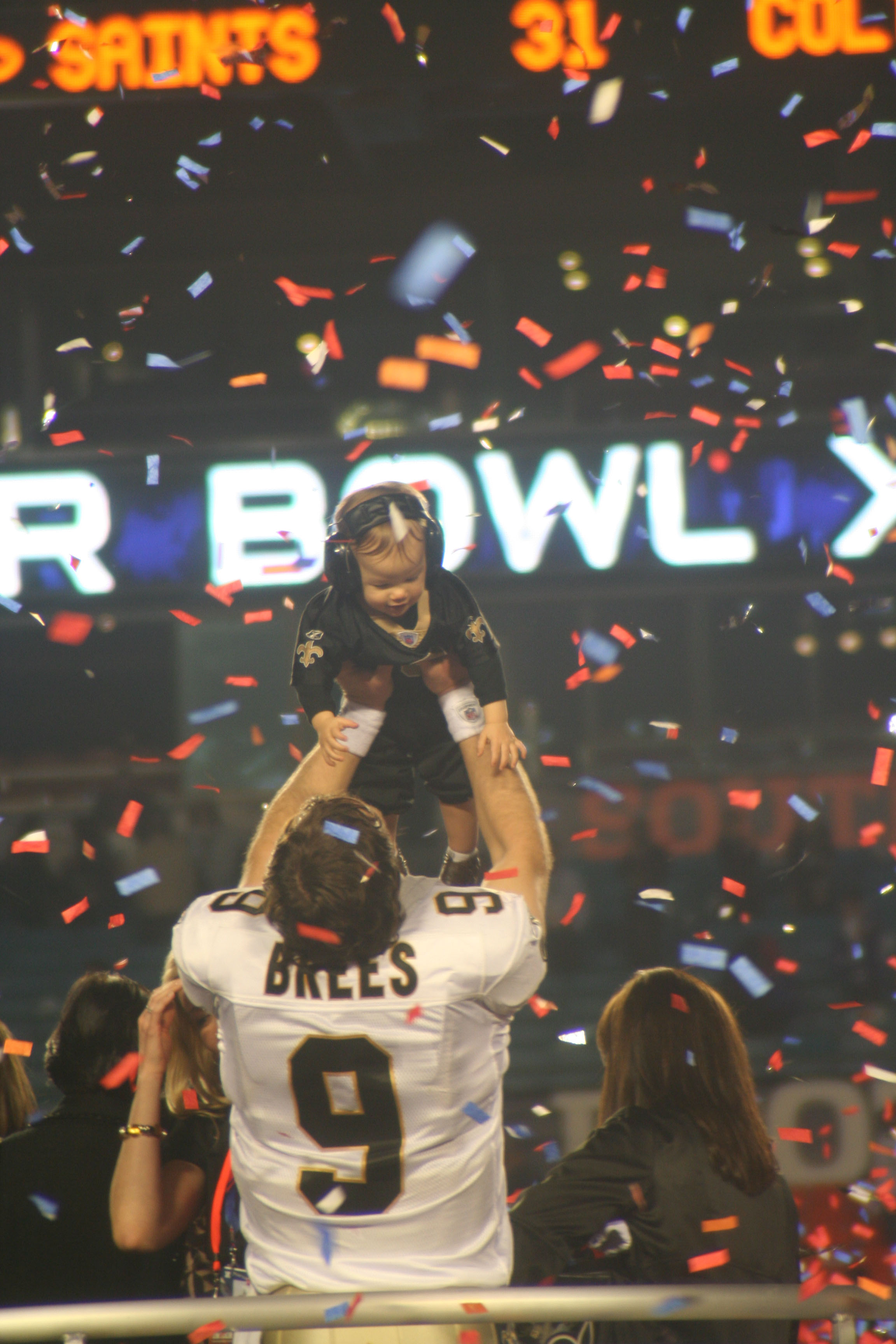
Drew Brees dopo la vittoria del Super Bowl XLIV il 7 gennaio 2010.

Nel 2010 la franchigia era chiamata a ripetere la stagione di suo maggior successo del 2009. I Saints avevano come obiettivo di vincere la NFC South Division per la terza volta nella storia, e di raggiungere i secondi playoff consecutivi dal 1991 oltre che difendere i titoli della conference e della lega. I Saints si qualificarono come wild card ai playoff con un buon record di 11-5 ma furono eliminati immediatamente dai Seattle Seahawks, 41-36. Malgrado il deludente finale di stagione, Brees fu selezionato per il suo quinto Pro Bowl (il quarto come Saint) e arrivò nono nella classifica del miglior giocatore della stagione.

#### Stagione 2011
Drew Brees iniziò la stagione 2011 contro i campioni in carica, i Green Bay Packers, con una sconfitta, 42-34. Malgrado il risultato negativo, Brees giocò la sua settima partita in carriera da più di 400 yard passate con 419 yard, lanciando per 3 touchdown senza intercetti per un 112,5 di passer rating.
Nella settimana 2, Drew Brees sconfisse i Chicago Bears durante il debutto dei Saints a New Orleans, con 270 yard, 3 touchdown e zero intercetti. Con questa sua prima vittoria sui Bears, Brees poteva vantare vittorie contro tutte le squadre della NFL tranne i Baltimore Ravens. Degno di nota fu anche che con un passaggio da touchdown da 79 yard per Devery Henderson nel secondo quarto, Brees prolungò la sua serie di gare consecutive con almeno un TD a 29, solo una in meno di Dan Marino e 7 dietro Brett Favre. Johnny Unitas all'epoca deteneva il record di 47 partite consecutive con almeno un passaggio da TD ma la striscia di Brees fu la quarta più lunga nella NFL dal 1950. L'ultima partita di Brees senza un passaggio da touchdown era stata nella settimana 4 della stagione 2009, nella vittoria 24-10 sui New York Jets. Durante questa periodo di tempo, il quarterback passò 62 touchdown, escluse le gare di playoff. Nella terza settimana della stagione 2011 contro gli Houston Texans grazie a un'ottima prestazione da 370 yard su passaggio e 3 touchdown (2 intercetti), recuperò una partita che sembrava oramai perduta portando la propria squadra alla vittoria e eguagliando la serie di Marino. Nella settimana 7 contro gli Indianapolis Colts, Brees lanciò 5 passaggi da touchdown portando la sua serie a 34 gare. Egli completò 31 dei suoi 35 passaggi per 325 yard superando i Colts 62-7.

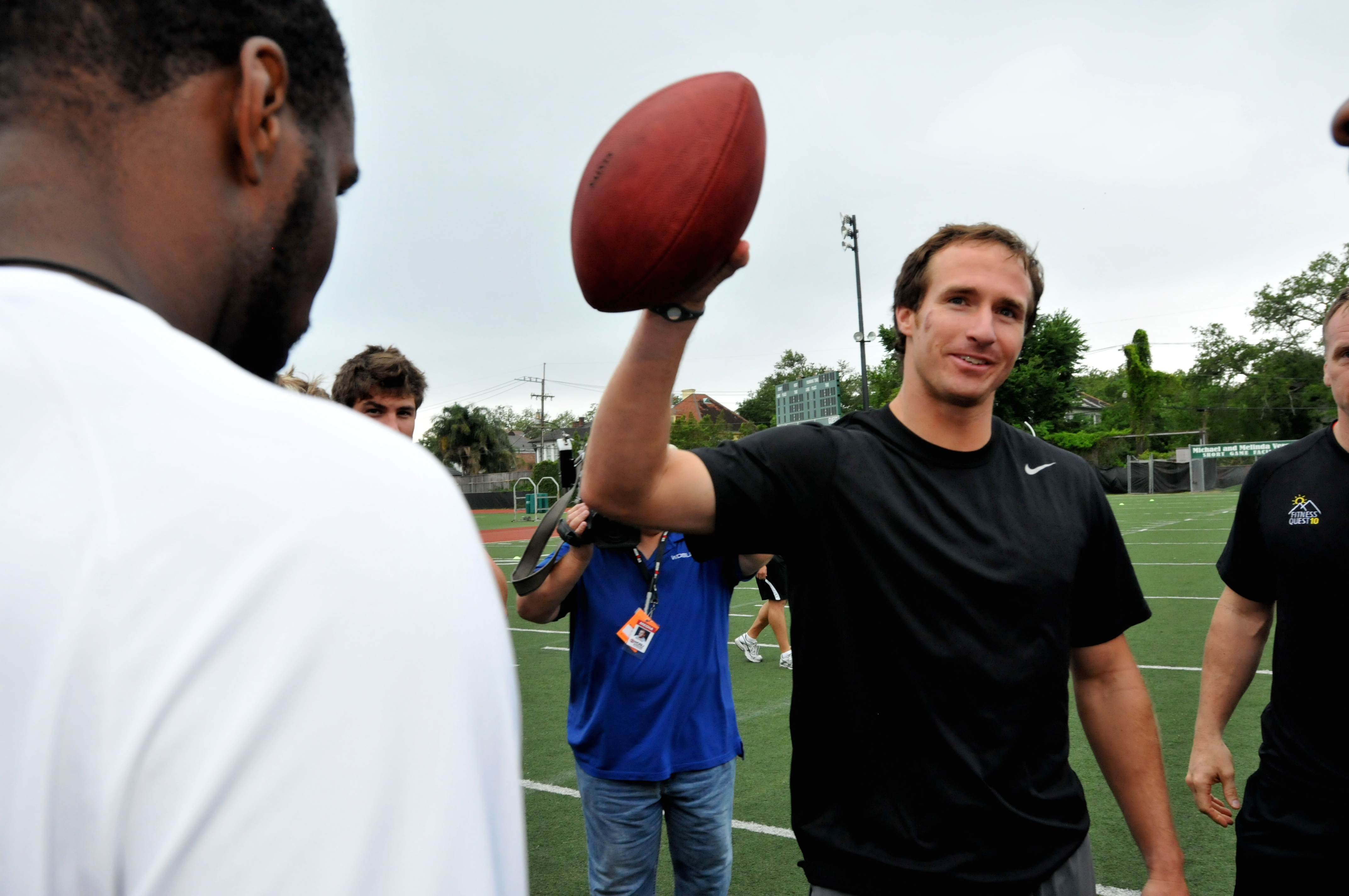
Brees durante un allenamento nel maggio 2011.

Nel Monday night della dodicesima settimana, ospitando i NY Giants, i Saints vinsero 49-24 con un'altra prestazione stellare di Brees che passò 363 yard e 4 TD portando la serie a 38 gare.
Nella gara casalinga coi Detroit Lions, Brees passò per 342 yard. La prestazione permise a Brees di raggiungere quota 4.031 yard in stagione, il primo a superare le 4.000 yard in così poche partite e divenendo il primo quarterback a raggiungere 4 stagioni consecutive con più di 4.000 yard più di 30 TD.
Nella settimana 15 contro i Minnesota Vikings, Brees lanciò a 412 yard con 5 passaggi da TD. Brees divenne il primo quarterback della storia a lanciare 5 touchdown, più di 400 yard ed a completare passaggi con una percentuale dell'80% in una gara. Portò la sua serie a 41 gare consecutive con almeno un TD.
Nella sedicesima settimana della regular season 2011, Drew lanciò per 307 yards, con 4 TD e due intercetti contro gli Atlanta Falcons, portando i Saints alla vittoria per 16-45 e superando lo storico record 5.087 yard su lancio stagionali, detenuto dal QB dei Dolphins Dan Marino. Tale primato sembrava imbattibile e resisteva da ben 27 anni. Dopo la gara, Marino si congratulò con Brees su Twitter.
Nella gara finale della stagione contro i Carolina Panthers, Brees chiuse la stagione stabilendo ben 6 record NFL, finendo la stagione 468 passaggi completati per 5.476 yard, scavalcando Tom Brady dei New England Patriots che nel frattempo aveva superato il record di Marino con 5.235 yards. Brees ebbe una media di 342 yard passate per gara, superando il primato di Dan Fouts di 320 yard a partita stabilito nel 1982 in una stagione non accorciata.
Nei playoff i Saints vinsero la partita di wild card contro Detroit, ma vennero sconfitti nella partita successiva da San Francisco.
A fine stagione, Brees vinse per la seconda volta il premio per il Miglior giocatore offensivo dell'anno della NFL, si classificò secondo nella classifica dell'MVP stagionale dietro Aaron Rodgers e fu votato al 2º posto nella NFL Top 100, l'annuale classifica dei migliori cento giocatori della stagione.

#### Stagione 2012
Il 5 marzo 2012, i Saints applicarono su Brees la franchise tag. Il 13 luglio, dopo una difficile negoziazione, firmò un nuovo contratto quinquennale con la franchigia del valore di 100 milioni di dollari, 60 milioni dei quali garantiti.

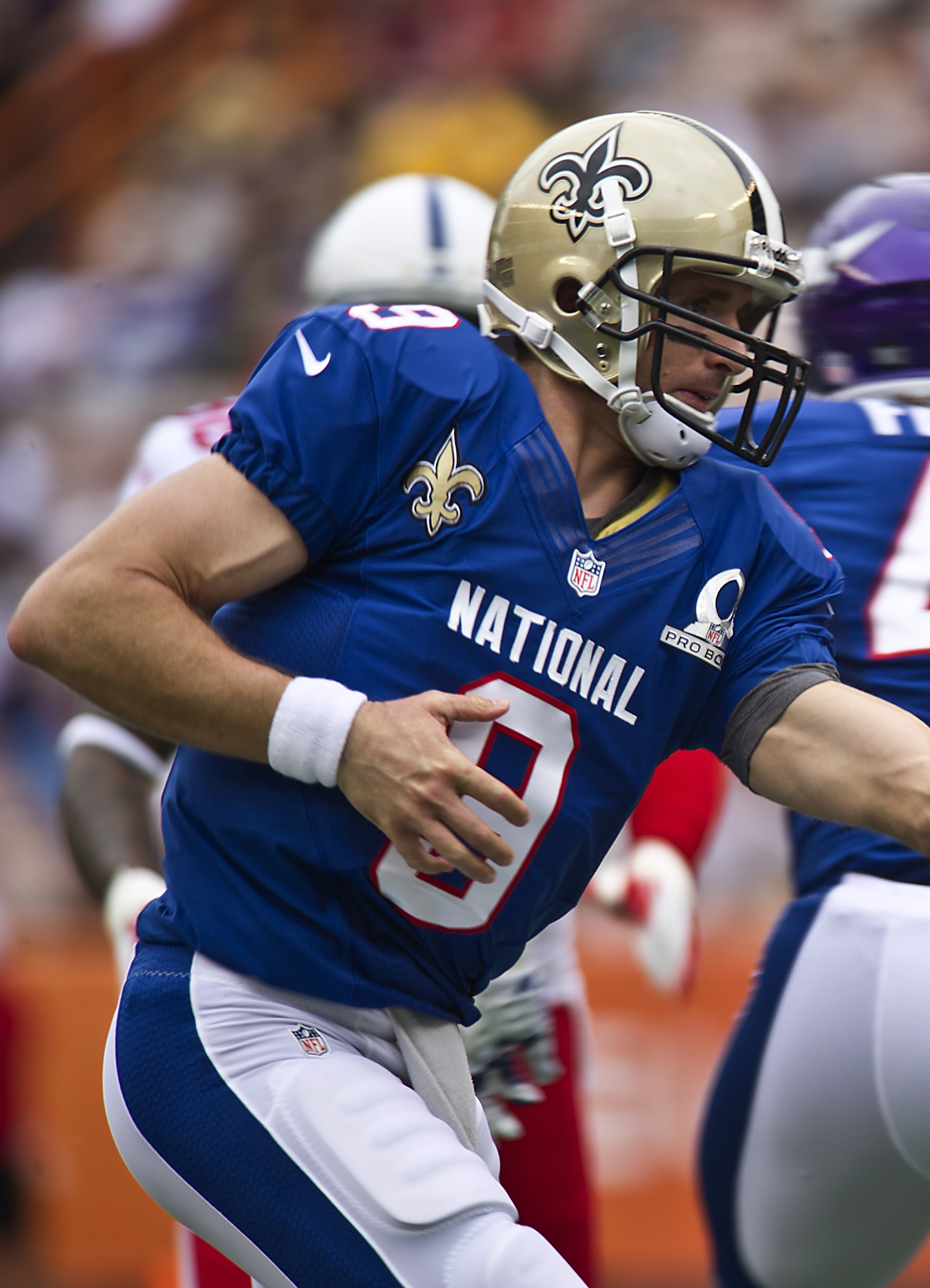
Drew Brees nel Pro Bowl 2013.

I Saints aprirono la stagione perdendo le prime quattro partite, nell'ultima delle quali Brees pareggiò lo storico record di Johnny Unitas di 47 gare consecutive con almeno un passaggio da touchdown, uno dei primati più longevi nella storia della NFL. Sette giorni dopo fu una gara da ricordare per Brees: i Saints vinsero la prima gara dell'anno contro i Chargers e il quarterback superò il record di passaggi di Unitas che resisteva da quasi mezzo secolo. Concluse la partita con 370 yard passate, 4 touchdown e un intercetto.
Nella settimana 8, Brees lanciò il 300º passaggio da touchdown in carriera passandone due (con un intercetto) contro i Denver Broncos, che però inflissero ai Saints la quinta sconfitta della loro stagione.
Nella settimana 10, i Saints sconfissero l'ultima squadra rimasta imbattuta nella lega: gli Atlanta Falcons. Brees passò 298 yard con 3 touchdown e un intercetto.
Nel Thursday Night della settimana 12, perso contro i Falcons, Brees disputò una delle peggiori gare della carriera lanciando ben 5 intercetti e interrompendo a 54 la sua striscia record di gare consecutive con almeno un passaggio da touchdown.
Nell'ultimo turno di campionato, la stagione negativa dei Saints terminò con una sconfitta coi Panthers. Brees tuttavia continuò a scrivere la storia diventando il primo uomo a superare le 5.000 yard passate a stagione per la terza volta e a passare più di 40 touchdown per due stagioni consecutive. Concluse la stagione guidando la lega in yard passate (5.177), passaggi da touchdown (43), ma anche in intercetti subiti (19). Il 10 gennaio 2013 fu convocato per il suo settimo Pro Bowl in sostituzione dell'infortunato Robert Griffin III. A fine anno fu posizionato al numero 11 nella classifica NFL dei migliori cento giocatori della stagione.

#### Stagione 2013
Nella gara del ritorno in panchina di Sean Payton dopo l'anno di sospensione, Brees e i Saints superarono i Falcons nella settimana 1 con il quarterback che passò 357 yard con 2 touchdown e un intercetto. Nel Monday Night del quarto turno i Saints ebbero la meglio sui Dolphins 38-17 con 413 yard e 4 TD di Brees che venne premiato come giocatore offensivo della NFC della settimana e come quarterback della settimana.

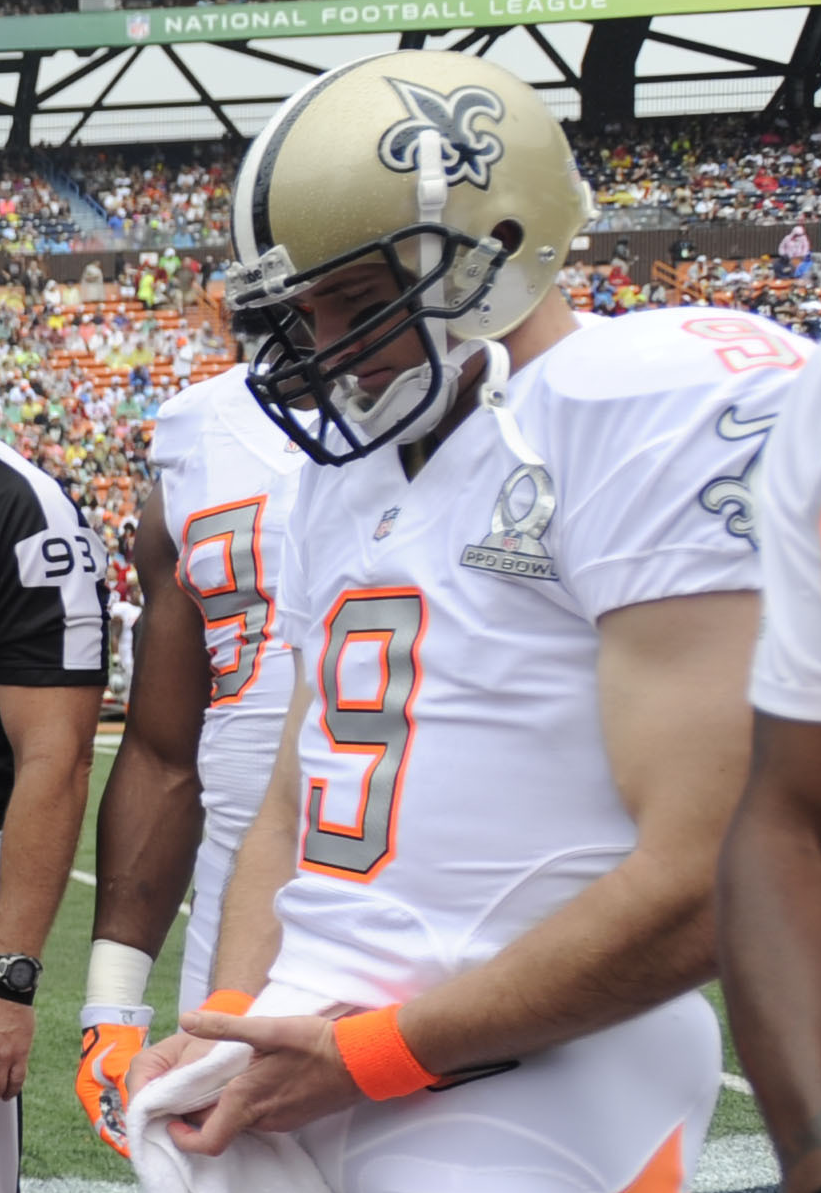
Brees nel Pro Bowl 2014.

Nella settimana 5 Brees ottenne la prima vittoria della carriera al Soldier Field contro i Bears (alla quarta occasione) giocando ancora su alti livelli, completando 29 passaggi su 35 per 288 yard e 2 touchdown per Pierre Thomas. Seguì la prima sconfitta stagionale contro i Patriots ma dopo la settimana di pausa i Saints si rifecero battendo i Bills grazie a 332 yard passate e 5 touchdown di Brees che fu premiato per la seconda volta in stagione come quarterback della settimana.
Dopo un'inattesa sconfitta contro i Jets, i Saints ebbero la meglio sui Cowboys nella settimana 10, pareggiando il record NFL con 40 primi down convertiti. Brees passò 392 yard e 4 touchdown, venendo premiato per la seconda volta in stagione come giocatore offensivo della NFC della settimana e per la terza come quarterback della settimana.
Nel partita del Thurday Night della settimana 12, New Orleans batté in trasferta Atlanta 17-13. Con due touchdown passati, Brees arrivò a quota 352, la seconda prestazione di sempre dopo tredici anni di carriera, dietro solo a Peyton Manning con 399. Inoltre superò Warren Moon salendo al quinto posto di tutti i tempi per yard passate in carriera.
Nella settimana 14 i Saints tornarono alla vittoria interrompendo una striscia di otto vittorie consecutive dei Panthers e Brees, con 313 yard passate e 4 touchdown, diventò il quinto giocatore della storia della NFL a superare le 50.000 yard passate in carriera. Per la quarta volta in stagione dopo questa gara fu premiato come quarterback della settimana. Il 27 dicembre fu premiato con l'ottava convocazione al Pro Bowl in carriera. Nell'ultima gara della stagione i Saints batterono i Bucs con Drew che passò 381 yard e 4 touchdown, oltre a un quinto segnato su corsa, venendo premiato per la terza volta in stagione (la diciannovesima in carriera) come giocatore offensivo della NFC della settimana per la quinta dell'anno come quarterback della settimana. In quella gara superò per la quarta volta in carriera le cinquemila yard passate in una stagione. La sua stagione regolare terminò al secondo posto nella lega per yard passate (5.162) e passaggi da touchdown (39), con 12 intercetti subiti e un passer rating di 104,7, venendo votato al 6º posto nella NFL Top 100 dai suoi colleghi..
Il 4 gennaio 2014 i Saints vinsero la prima gara di playoff in trasferta della storia della franchigia, superando gli Eagles per 26-24 nel turno delle wild card. Brees terminò quella prova con 250 yard passate, 1 touchdown e 2 intercetti subiti. La domenica successiva i Seahawks si confermarono la bestia nera dei Saints eliminandoli dalla post-season, con Brees che terminò con 309 yard passate e un touchdown la sfida del CenturyLink Field.

#### Stagione 2014
Brees iniziò la stagione 2014 con una nuova arma tra i suoi ricevitori, l'esplosivo rookie Brandin Cooks. Nella prima gara della stagione i Saints affrontarono in trasferta i Falcons ma pur essendo stati in vantaggio per diversi tratti della partita, furono sconfitti ai supplementari. Brees terminò con 333 yard passate, un touchdown ma anche un intercetto subito nella end zone. La settimana successiva, Brees superò John Elway al quarto posto della classifica di tutti i tempi per yard passate in carriera, ma New Orleans non colse ancora la prima vittoria. Questa giunse nella settimana 3 in casa contro i Vikings in cui Drew passò 293 yard e due touchdown. Nella settimana 8, Drew passò 311 yard e tre touchdown guidando i suoi alla vittoria sui Packers che venivano da quattro vittorie consecutive. Il giovedì successivo superò una partenza difficoltosa in cui subì un intercetto e perse un fumble, passando una touchdown e segnandone un secondo su corsa, interrompendo una striscia di sette sconfitte in trasferta con la vittoria sui Panthers che portò New Orleans alla testa solitaria della division.
Nella settimana 12, Brees passò 420 yard e 3 touchdown (con un intercetto subito), ma i Saints persero la terza gara consecutiva contro i Ravens, interrompendo una striscia di 14 vittoria consecutive in casa. Malgrado un record di 4-7 però, conservarono la testa della division in coabitazione coi Falcons in una debole NFC South. La settimana successiva, la squadra interruppe la sua serie negativa di tre partite battendo gli Steelers con Brees che per la nona volta in carriera passò cinque touchdown, venendo premiato come giocatore offensivo della NFC della settimana.
Dopo una sconfitta in casa dei Panthers, Brees e i Saints si ripresero nel Monday Night del quindicesimo turno battendo in trasferta una squadra in difficoltà come i Bears in cui passò 375 yard e 3 touchdown. Sette giorni dopo però, New Orleans perse la gara decisiva della stagione contro i Falcons, venendo eliminata dalla corsa ai playoff, con Drew che si fece intercettare negli ultimi minuti durante il tentativo di rimonta, perdendo poi un fumble nell'ultima azione della gara che fu ritornato da Osi Umenyiora in touchdown. La sua stagione si chiuse guidando ancora la NFL in yard ricevute (4.952, come Ben Roethlisberger), al quinto posto con 33 passaggi da touchdown e 17 intercetti subiti (terzo peggiore assoluto), venendo convocato per il nono Pro Bowl al posto dell'infortunato Roethlisberger.

#### Stagione 2015

Brees nel 2015

Dopo avere perso le prime due partite della stagione, Brees fu costretto da un problema a una spalla a non scendere in campo in quella del terzo turno, la sua prima assenza per infortunio da quando firmò coi Saints nel 2006. Tornato in campo nella settimana 4, guidò New Orleans alla prima vittoria stagionale sui Cowboys con un passaggio da touchdown da 80 yard per C.J. Spiller nei tempi supplementari che fu anche il 400º della sua carriera. La sua gara si concluse con 359 yard passate e 2 touchdown, venendo premiato come giocatore offensivo della NFC della settimana. Dopo una netta sconfitta contro gli Eagles, la seconda vittoria giunse nel sesto turno contro i Falcons precedentemente imbattuti, in cui passò 312 yard e un touchdown. Sette giorni dopo giunse la seconda vittoria consecutiva sui Colts in cui passò 255 yard e un TD.
Nell'ottavo turno, Brees passò 505 yard (secondo della storia a superare le 500 yard più di una volta in carriera dopo Ben Roethlisberger) e pareggiò il record NFL con 7 passaggi da touchdown (raggiungendo Sid Luckman, George Blanda, Joe Kapp, Y.A. Tittle, Adrian Burk, Peyton Manning e Nick Foles) contro i Giants. In quella gara, vinta poi ai supplementari per 52-49 grazie a un field goal, completò 40 passaggi su 50 e subì un intercetto, venendo premiato come giocatore offensivo della NFC della settimana e come quarterback della settimana.
La vittoria coi Giants fu l'ultima prima di una serie di quattro sconfitte consecutive, che si interruppe nella settimana 14 in casa dei Buccaneers, dove Brees passò 312 yard e 2 touchdown che lo portarono a quota 421 in carriera, superando Dan Marino al quarto posto di tutti i tempi. Nel turno che seguì, Brees divenne il quarto quarterback della storia a passare 60.000 yard nella stagione regolare, Peyton Manning, Favre e Marino, ed il più giovane a riuscirvi. Nella penultima settimana di campionato, malgrado un infortunio al piede destro, Brees passò 412 yard e tre touchdown nella vittoria sui Jaguars, venendo premiato come quarterback della settimana per la seconda volta in stagione. La sua annata si chiuse guidando la NFL per la quinta volta con 4.870 yard passate, con 32 touchdown e 11 intercetti, mentre i Saints terminarono al terzo posto della division con un bilancio di 7-9.

#### Stagione 2016
Brees iniziò la stagione 2016 con la 17ª partita in carriera da oltre 400 yard passate (record di Payton Manning pareggiato) oltre a 4 touchdown, che non impedirono però una sconfitta rocambolesca dei Saints contro i Raiders. La settimana successiva superò Dan Marino al terzo posto nella classifica delle yard passate in carriera. Per tre volte nel 2016 fu premiato come quarterback della settimana: nel sesto turno contro i Panthers (465 yard passate, 4 touchdown e un intercetto), nel nono contro i 49ers (323 yard e 3 touchdown) e nel dodicesimo (310 yard e 4 touchdown), tutte gare vinte da New Orleans. La stagione di Brees si chiuse guidando la lega con la quinta stagione da oltre 5.000 yard passate e al terzo posto con 37 passaggi da touchdown. Per il terzo anno consecutivo, i Saints conclusero con 7 vittorie e 9 sconfitte, al terzo posto della division e fuori dai playoff.

#### Stagione 2017
I Saints colsero la prima vittoria della stagione nel terzo turno contro i Panthers, in una gara in cui Brees passò 3 touchdown con 131,4 di passer rating. Nel settimo turno, vinto contro i Packers, divenne il quarto giocatore della storia a passare 500 touchdown in carriera (inclusi i playoff), raggiungendo Tom Brady, Brett Favre e Peyton Manning. Nella settimana 11, Brees permise ai Saints di rimontare uno svantaggio di 31-16 contro i Redskins nel quarto periodo completando 11 passaggi su 11 negli ultimi due drive, andando a vincere per 34-31 e venendo premiato come quarterback della settimana. I Saints diventarono così la prima squadra della storia a vincere 8 partite consecutive dopo avere perso le prime due. Il 24 dicembre, nella vittoria sui Falcons che diede ai Saints la prima qualificazione ai playoff dal 2013, Brees divenne il giocatore più rapido della storia e il terzo in assoluto a passare 70.000 yard in carriera. A fine stagione fu convocato per il suo undicesimo Pro Bowl dopo essersi riappropriato del record NFL per percentuale di completamento di passaggi in una stagione che gli era stato strappato da Sam Bradford l'anno precedente ed essersi classificato quarto nella NFL con 4.334 yard passate Guidò inoltre la lega in passaggi completati, tentati e yard medie a passaggio, mentre il suo passer rating di 103,9 fu il secondo della NFL.
Nel primo turno di playoff, i Saints vincitori della division ospitarono i Panthers al Louisiana Superdome, in una gara dove Brees passò 376 yard e 2 touchdown nella vittoria per 31-26. La stagione dei Saints si chiuse la settimana successiva perdendo all'ultimo secondo per 29-24 nella gara esterna contro i Vikings in una gara divenuta nota come Minneapolis Miracle. In quella partita Brees passò 294 yard, 3 touchdown e subì 2 intercetti.

#### Stagione 2018
Il 13 marzo 2018, Brees firmò un rinnovo biennale del valore di 50 milioni di dollari con i Saints. Nel terzo turno, vinto ai supplementari contro i Falcons, divenne il leader di tutti i tempi della NFL per passaggi completati in carriera, superando Brett Favre e venendo premiato come giocatore offensivo della NFC della settimana e come quarterback della settimana grazie a 396 yard e 3 touchdown.
L'8 settembre 2018, nel Monday Night Football contro i Washington Redskins, Brees superò sia Favre che Manning diventando il leader di tutti i tempi della NFL per yard passate in carriera con un passaggio da 62 yard per Tre’Quan Smith sul finire del secondo quarto. Egli impiegò tuttavia meno gare (254) sia di Manning (266) che di Favre (302) per tagliare tale traguardo. La sua partita si concluse con 363 yard passate e tre touchdown nella vittoria per 43-19, venendo premiato come giocatore offensivo della NFC e come quarterback della settimana. Nel settimo turno superò i 500 touchdown passati e con la vittoria sui Ravens sconfisse l'unica squadra che non aveva mai battuto in carriera. Nel nono turno fu premiato per la terza volta in stagione come QB della settimana dopo avere inflitto la prima sconfitta stagionale ai Los Angeles Rams con 346 yard passate e 4 touchdown. Sette giorni dopo i Saints vinsero l'ottava gara consecutiva e Brees superò Favre al secondo posto per touchdown passati in carriera.
Nell'undicesimo turno i Saints batterono gli Eagles campioni in carica per 48-7 col quarterback che passò 363 yard e 4 touchdown. Alla fine di novembre fu premiato come giocatore offensivo della NFC del mese in cui lanciò 15 touchdown a fronte di un solo intercetto subito in quattro gare, tutte vinte dai Saints. Dopo una sconfitta coi Cowboys, i Saints batterono i Bucs assicurandosi per la prima volta nella loro storia il titolo di division per due anni consecutivi. Brees chiuse la stagione migliorando il proprio record NFL con il 74,4% di passaggi completati oltre a guidare la lega con un passer rating di 115,7, il migliore in carriera, venendo convocato per il 12º Pro Bowl ed inserito nel Second-team All-Pro. I Saints terminarono con un record di 13-3 assicurandosi il vantaggio del fattore campo per tutti i playoff della NFC. La stagione si chiuse perdendo ai tempi supplementari contro i Rams nella finale di conference.
A fine stagione fu premiato con l'Art Rooney Sportsmanship Award per la sportività e il fair play.

#### Stagione 2019
Nel secondo turno della stagione 2019 Brees fu costretto a lasciare il campo a causa di uno scontro di gioco con Aaron Donald dei Rams in cui si infortunò alla mano, non facendo più ritorno. Il giorno successivo fu evidenziata la rottura di un legamento, costringendolo a uno stop di sei settimane. In una sua assenza i Saints si affidarono a Teddy Bridgewater che ebbe un perfetto record come titolare di 5-0. Brees tornò in campo nella settimana passando 3 touchdown nella vittoria sui Cardinals. Nella gara del tredicesimo turno del Giorno del Ringraziamento Brees portò i Saints alla vittoria sui Falcons e a conquistare il terzo titolo di division consecutivo con quattro turni di anticipo. Nel turno successivo passò 5 touchdown, superando Tom Brady al secondo posto di tutti i tempi per TD in carriera. Nel Monday Night Football della settimana 15 vinto contro i Colts, con 4 touchdown Brees divenne il leader di tutti i tempi della NFL superando Peyton Manning Nella stessa partita stabilì anche il record di completamento di passaggi in una partita con 29 completi su 30 tentativi, superando il vecchio primato di Philip Rivers. Per questa prestazione fu premiato come giocatore offensivo della NFC della settimana e come quarterback della settimana. A fine stagione fu convocato per il suo tredicesimo Pro Bowl dopo avere passato 2.979 yard, 27 touchdown (quinto nella NFL) e subito 4 intercetti in 11 partite. La stagione dei Saints si chiuse subito nel primo turno di playoff perdendo in casa contro i Vikings ai supplementari.

#### Stagione 2020
Il 17 marzo 2020 Brees firmò con i Saints un rinnovo biennale del valore di circa 50 milioni di dollari. Nella settimana 9 passò 222 yard e 4 touchdown nella vittoria sui Buccaneers. Sette giorni dopo fu costretto a rimanere fuori dal campo di gioco per tutto il secondo tempo a causa di un infortunio alle costole. Tornò in campo nel 15º turno quando, un po' arrugginito, sbagliò per la prima volta in carriera i primi sei passaggi tentati. La sua partita terminò comunque con 234 yard passate e 3 touchdown ma l'inizio di partita lento costò la vittoria contro i Chiefs campioni in carica. La settimana successiva, con un passaggio da 9 yard per Latavius Murray all'inizio del secondo tempo, divenne il primo giocatore della storia a superare le 80.000 yard passate in carriera. Grazie alla vittoria sui Vikings, New Orleans vinse il quarto titolo di division consecutivo. La sua annata si chiuse con 2.942 yard passate, 24 touchdown e 6 intercetti in 12 partite.
Nel turno delle wild card contro i Chicago Bears, Brees passò 265 yard e 2 touchdown nella vittoria per 21-9. Il 17 gennaio 2021, nell'ultima partita in carriera, Brees passò 134 yard, un touchdown e subì tre intercetti per la prima volta nei playoff, con i Saints che furono eliminati dai Tampa Bay Buccaneers futuri campioni. Il 14 marzo 2021 annunciò il ritiro dopo 20 stagioni nella NFL.

## Palmarès

### Franchigia
- Super Bowl : 1

New Orleans Saints: Super Bowl XLIV
- National Football Conference Championship: 1

New Orleans Saints: 2009

### Individuale
- MVP del Super Bowl: 1

2009
- Miglior giocatore offensivo dell'anno della NFL: 2

2008, 2011
- Pro Bowl: 13

2004, 2006, 2008, 2009, 2010, 2011, 2012, 2013, 2014, 2016, 2017, 2018, 2019
- First-team All-Pro: 2

2006, 2008
- Second-team All-Pro: 3

2009, 2011, 2018
- NFL Comeback Player of the Year Award: 1

2004
- Bert Bell Award: 1

2009
- Leader della NFL in yard passate: 7 (record)

2006, 2008, 2011, 2012, 2014, 2015, 2016
- Leader della NFL in passaggi da touchdown: 4

2008, 2009, 2011, 2012
- Quarterback dell'anno: 4 (record)

2006, 2008, 2009, 2011
- Quarterback della settimana: 33

8ª e 9ª del 2004, 11ª del 2005, 9ª, 12ª e 14ª del 2006, 8ª e 12ª del 2008, 1ª, 2ª, 6ª, 12ª e 14ª del 2009, 12ª, 15ª e 16ª del 2011, 7ª del 2012, 4ª, 8ª, 10ª, 14ª e 17ª del 2013, 8ª e 16ª del 2015, 6ª, 9ª e 12ª del 2016, 11ª del 2017, 3ª, 5ª, 9ª e 11ª del 2018, 15ª del 2019
- GMC Never Say Never Moment della settimana: 2

3ª del 2011, 5ª del 2012
- Walter Payton NFL Man of the Year Award: 1

2006 (condiviso con LaDainian Tomlinson)
- Atleta maschile dell'anno dell'Associated Press: 1

2010
- Club delle 500 yard passate in una singola gara

## Statistiche
| Anno     | Squadra            | P   | PT  | Comp  | Ten    | Yard   | %    | Media | TD  | Int | Max | Y/P   | Sac | SackY | Rat.  |
| -------- | ------------------ | --- | --- | ----- | ------ | ------ | ---- | ----- | --- | --- | --- | ----- | --- | ----- | ----- |
| 2001     | San Diego Chargers | 1   | 0   | 15    | 27     | 221    | 55.6 | 8.2   | 1   | 0   | 40  | 221.0 | 2   | 12    | 94.8  |
| 2002     | San Diego Chargers | 16  | 16  | 320   | 526    | 3 284  | 60.8 | 6.2   | 17  | 16  | 52  | 205.3 | 24  | 180   | 76.9  |
| 2003     | San Diego Chargers | 11  | 11  | 205   | 356    | 2 108  | 57.6 | 5.9   | 11  | 15  | 68  | 191.6 | 21  | 178   | 67.5  |
| 2004     | San Diego Chargers | 15  | 15  | 262   | 400    | 3 159  | 65.5 | 7.9   | 27  | 7   | 79  | 210.6 | 18  | 131   | 104.8 |
| 2005     | San Diego Chargers | 16  | 16  | 323   | 500    | 3 576  | 64.6 | 7.2   | 24  | 15  | 54  | 223.5 | 27  | 223   | 89.2  |
| 2006     | New Orleans Saints | 16  | 16  | 356   | 554    | 4 418  | 64.3 | 8.0   | 26  | 11  | 86  | 276.1 | 18  | 105   | 96.2  |
| 2007     | New Orleans Saints | 16  | 16  | 440   | 652    | 4 423  | 67.5 | 6.8   | 28  | 18  | 58  | 276.4 | 16  | 109   | 89.4  |
| 2008     | New Orleans Saints | 16  | 16  | 413   | 635    | 5 069  | 65.0 | 8.0   | 34  | 17  | 84  | 316.8 | 13  | 92    | 96.2  |
| 2009     | New Orleans Saints | 15  | 15  | 363   | 514    | 4 388  | 70.6 | 8.5   | 34  | 11  | 75  | 292.5 | 20  | 135   | 109.6 |
| 2010     | New Orleans Saints | 16  | 16  | 448   | 658    | 4 620  | 68.1 | 7.0   | 33  | 22  | 80  | 288.8 | 25  | 185   | 90.9  |
| 2011     | New Orleans Saints | 16  | 16  | 468   | 657    | 5 476  | 71.2 | 8.3   | 46  | 14  | 79  | 342.3 | 24  | 158   | 110.6 |
| 2012     | New Orleans Saints | 16  | 16  | 422   | 670    | 5 177  | 63.0 | 7.7   | 43  | 19  | 80  | 323.6 | 26  | 190   | 96.3  |
| 2013     | New Orleans Saints | 16  | 16  | 446   | 650    | 5 162  | 68.6 | 7.9   | 39  | 12  | 76  | 322.6 | 37  | 244   | 104.7 |
| 2014     | New Orleans Saints | 16  | 16  | 456   | 659    | 4 952  | 69.2 | 7.5   | 33  | 17  | 69  | 309.5 | 29  | 186   | 97.0  |
| 2015     | New Orleans Saints | 15  | 15  | 428   | 627    | 4 870  | 68.3 | 7.8   | 32  | 11  | 80  | 324.7 | 31  | 235   | 101.0 |
| 2016     | New Orleans Saints | 16  | 16  | 471   | 673    | 5 208  | 70.0 | 7.7   | 37  | 15  | 98  | 325.5 | 27  | 184   | 101.7 |
| 2017     | New Orleans Saints | 16  | 16  | 386   | 536    | 4 334  | 72.0 | 8.1   | 23  | 8   | 54  | 270.9 | 20  | 145   | 103.9 |
| 2018     | New Orleans Saints | 15  | 15  | 364   | 489    | 3 992  | 74.4 | 8.2   | 32  | 5   | 72  | 266.1 | 17  | 121   | 115.7 |
| 2019     | New Orleans Saints | 11  | 11  | 281   | 378    | 2 979  | 74.3 | 7.9   | 27  | 4   |     |       | 12  | 89    | 116,3 |
| 2020     | New Orleans Saints | 12  | 12  | 275   | 390    | 2 942  | 70.5 | 7.5   | 24  | 6   |     |       | 13  | 89    | 106,4 |
| Carriera | Carriera           | 287 | 286 | 7 142 | 10 551 | 80 358 | 67.7 | 7.62  | 571 | 243 | 98  | 282   | 420 | 2 991 | 98,7  |

### Record NFL
- Maggior numeri di passaggi da touchdown in una partita - 7 (condiviso con Sid Luckman, George Blanda, Joe Kapp, Y.A. Tittle, Adrian Burk, Peyton Manning e Nick Foles)
- Maggior numero di gare consecutive con almeno un passaggio da touchdown - 54
- Più alta percentuale di completamento dei passaggi in una stagione – 74,4% (2018)
- Maggior numero di stagioni con più di 5.000 yard passate - 4 (2008, 2011, 2012, 2013)
- Maggior numero di passaggi completati in una stagione – 468 (2011)
- Maggior numero di stagioni con almeno 400 passaggi completati – 5 (2007-2008, 2010-2012)
- Maggior numero di stagioni consecutive con almeno 400 passaggi completati – 3 (2010-2012)
- Maggior numero di stagioni con più di 350 passaggi completati – 7 (2006-2012)
- Maggior numero di stagioni consecutive con più di 4.000 yard passate – 7 (2006-2012)
- Maggior numero di stagioni consecutive con almeno 4.000 yard e almeno 30 touchdown passati – 5, 2008-attiva
- Maggior numero di stagioni consecutive con più di 5.000 yard passate – 2 (2011-2012)
- Maggior numero di stagioni consecutive con più di 5.000 yard passate e più di 30 touchdown passati – 2, 2011-attiva
- Maggior numero di gare con almeno 500 yard passate – 2 (condiviso con Ben Roethlisberger)
- Maggior numero di gare con almeno 5 touchdown passati – 8
- Maggior numero di gare con almeno 5 touchdown passati senza subire intercetti – 6
- Maggior numero di stagioni con almeno il 70% di passaggi completati (minimo 100 tentativi a stagione) - 2 (2009 & 2011)
- Maggior numero di gare con almeno l'80% di passaggi completati e almeno 30 passaggi completati - 5
- Maggior numero di gare con almeno l'80% di passaggi completati (minimo 20 tentativi a gara) - 14
- Maggior numero di gare con almeno l'80% di passaggi completati senza subire intercetti (minimo 20 tentativi a gara) - 12
- Maggior numero di gare con almeno l'80% di passaggi completati in una stagione (minimo 20 tentativi a gara) - 3 (condiviso con Ben Roethlisberger e Brett Favre)
- Maggior numero di gare con almeno il 70% di passaggi completati in una stagione (minimo 20 tentativi a gara) - 10 (2011)
- Maggior numero di gare con almeno il 70% di passaggi completati senza subire intercetti in carriera (minimo 20 tentativi a gara) - 37
- Maggior numero di gare con almeno 250 yard passate in una stagione - 16 (2011)
- Maggior numero di gare con almeno 300 yard passate in una stagione – 13 (2011)
- Maggior numero di gare consecutive con almeno 300 yard passate – 9 (2011–2012, 2012-2013)
- Maggior numero di gare consecutive con almeno 300 yard passate inclusi i playoff– 11 (2011-2012)
- Maggior numero di yard passate in un primo tempo di una gara di stagione regolare — 346 (4 novembre 2007 vs. Jaguars)
- Maggior numero di gare con almeno 300 yard e almeno 3 touchdown passati in carriera - 40 (condiviso con Peyton Manning)
- Maggior numero di gare con almeno 350 yard passate in carriera - 39
- Maggior numero di gare con almeno 350 yard passate in una stagione - 8 (2011)
- Maggior numero di gare consecutive con almeno 350 yard passate – 4 (settimane 3,4,5,6; 2011)
- Maggior numero di yard passate in una stagione in trasferta - 2.852 (2011)
- Maggior numero di gare consecutive con almeno 400 yard passate - 2 (gare dei playoff 2012) - condiviso con diversi altri giocatori
- Maggior numero di gare consecutive con almeno 350 yard passate – 2 (gare dei playoff 2012)
- Maggior numero di gare con almeno 400 yard passate senza subire intercetti - 9 totali (7 stagione regolare, 2 playoff)
- Maggior numero di gare con più di 20 passaggi completati in una stagione - 16 (2010-2012)
- Maggior numero di gare consecutive con più di 20 passaggi completati – 57 (2009–2013) [41]
- Maggior numero di gare consecutive con più di 25 passaggi completati - 11 (25 novembre 2012- 6 ottobre 2013)
- Maggior numero di gare con più di 30 passaggi completati in una stagione – 9 (2011)
- Maggior numero di gare con più di 35 passaggi completati in carriera – 35
- Maggior numero di gare con più di 30 passaggi completati senza subire intercetti in carriera – 18
- Maggior numero di gare con almeno 39 passaggi completati in carriera – 3 totali (1 stagione regolare, 2 playoff)